# Курицын, Андрей Владимирович
Андре́й Владимирович Курицын (род. 20 января 1964, Горький) — актёр волгоградского театра НЭТ, заслуженный артист России (2008).

## Биография
- Окончил среднюю школу № 66.
- Окончил ПТУ № 20 (специальность слесарь-сборщик летательных аппаратов).
- В 1982 году поступил в Горьковское театральное училище
  - в 1983 году был призван в ряды Советских вооруженных сил; служил в Группе Советских Войск Германии, г. Дрезден.
  - С 1985 году продолжал обучение в театральном училище, каковое и окончил в 1988 году.

### Творчество
Андрей Владимирович является одним из ведущих актёров Волгоградского Нового Экспериментального театра. В труппе театра он с 1989 г. Сыграл свыше тридцати ролей.

#### Роли
| - Глава Рода — «Две стрелы» - цезарь Рупф — «Ромул Великий» - Эмануэль Лютц — «Метеор» - монах Лоренцо — «Ромео и Джульетта» - переводчик — «Блэз» - Базиль — «Женитьба Фигаро» - Казарин — «Маскарад» - Неизвестный — «Маскарад» - Винченцио — «Укрощение строптивой» - Морозо — «Укрощение укротителя» - монах — «Чума на оба ваши дома» | - Алексей Баркасов — «Парусиновый портфель» - Жевакин — «Женихи» - Аким — «Основной инстинкт» - Телегин — «Последний роман-с» - Кен Гормон — «Слухи» - Непряхин — «Золотая карета» - Управляющий — «№ 13» - Бубнов — «Продолжение содома» - Бургомистр — «Великолепный рогоносец» - Инспектор Портерхаус — «Слишком женатый мужчина» - «Потомки, не продавайте ордена!» |

### Гражданская позиция
Андрей Владимирович — постоянный участник благотворительных спектаклей и творческих акций, проводимых театром как для молодёжной аудитории, так и для ветеранов войны и труда. 

Он, также, является одним из ведущих актёров молодёжного романтического театра «Трюм», который часто выступает с выездными спектаклями на различных площадках Волгограда — на предприятиях, в вузах и т. д.

### Награды
Правительственные награды:
- Медаль ордена «За заслуги перед Отечеством» II степени (2001 г).
- Звание «Заслуженный артист России» (2008 г)[1].

### Семья
Женат. Воспитывает дочь и сына. 
Пишет песни на каждый день рождения своей жены, которая так же работает в НЭТ помощником режиссёра.
Любит рыбалку и природу.